# 32. National Hockey League All-Star Game
Das 32. National Hockey League All-Star Game wurde am 5. Februar 1980 in Detroit ausgetragen. Das Spiel fand in der Joe Louis Arena, der Spielstätte des Gastgebers Detroit Red Wings statt. Die All-Stars der Prince of Wales Conference schlugen die der Campbell Conference mit 6:3. Das Spiel sahen 21.002 Zuschauer. Reggie Leach von den Philadelphia Flyers wurde zum MVP gekürt.

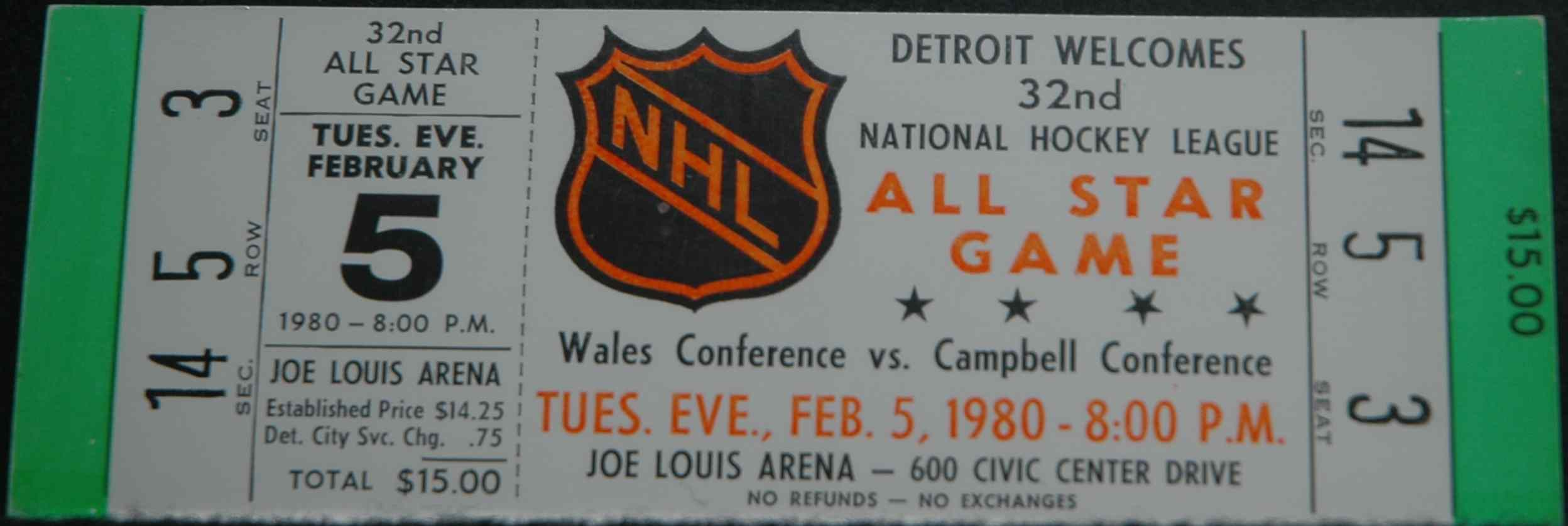
Eintrittskarte zum NHL All-Star Game 1980

## Mannschaften
| #           | Land               | Spieler           | Pos.            | Team                  |
| Torhüter    |                    |                   |                 |                       |
| 1           | Kanada             | Don Edwards       | Don Edwards     | Buffalo Sabres        |
| 30          | Kanada             | Gilles Meloche    | Gilles Meloche  | Minnesota North Stars |
| Verteidiger |                    |                   |                 |                       |
| 3           | Kanada             | Ron Stackhouse    | Ron Stackhouse  | Pittsburgh Penguins   |
| 4           | Kanada             | Craig Hartsburg   | Craig Hartsburg | Minnesota North Stars |
| 6           | Kanada             | Jim Schoenfeld    | Jim Schoenfeld  | Buffalo Sabres        |
| 19          | Kanada             | Larry Robinson    | Larry Robinson  | Montréal Canadiens    |
| 24          | Kanada             | Dave Burrows      | Dave Burrows    | Toronto Maple Leafs   |
| 28          | Vereinigte Staaten | Reed Larson       | Reed Larson     | Detroit Red Wings     |
| Angreifer   |                    |                   |                 |                       |
| 7           | Kanada             | Jean Ratelle      | C               | Boston Bruins         |
| 8           | Kanada             | Réal Cloutier     | RW              | Québec Nordiques      |
| 9           | Kanada             | Gordie Howe       | RW              | Hartford Whalers      |
| 10          | Kanada             | Guy Lafleur       | RW              | Montréal Canadiens    |
| 11          | Kanada             | Gilbert Perreault | C               | Buffalo Sabres        |
| 12          | Kanada             | Mike Murphy       | RW              | Los Angeles Kings     |
| 15          | Kanada             | Butch Goring      | C               | Los Angeles Kings     |
| 16          | Kanada             | Marcel Dionne     | C               | Los Angeles Kings     |
| 17          | Kanada             | Danny Gare        | RW              | Buffalo Sabres        |
| 23          | Kanada             | Bob Gainey        | LW              | Montréal Canadiens    |
| 26          | Kanada             | Steve Payne       | LW              | Minnesota North Stars |
| 27          | Kanada             | Darryl Sittler    | C               | Toronto Maple Leafs   |

| #           | Land     | Spieler         | Pos.          | Team                |
| Torhüter    |          |                 |               |                     |
| 33          | Kanada   | Pete Peeters    | Pete Peeters  | Philadelphia Flyers |
| 35          | Kanada   | Tony Esposito   | Tony Esposito | Chicago Black Hawks |
| Verteidiger |          |                 |               |                     |
| 2           | Schweden | Lars Lindgren   | Lars Lindgren | Vancouver Canucks   |
| 4           | Kanada   | Mike McEwen     | Mike McEwen   | Colorado Rockies    |
| 5           | Kanada   | Robert Picard   | Robert Picard | Washington Capitals |
| 6           | Kanada   | Ron Greschner   | Ron Greschner | New York Rangers    |
| 20          | Kanada   | Jimmy Watson    | Jimmy Watson  | Philadelphia Flyers |
| 25          | Kanada   | Norm Barnes     | Norm Barnes   | Philadelphia Flyers |
| Angreifer   |          |                 |               |                     |
| 7           | Kanada   | Bill Barber     | LW            | Philadelphia Flyers |
| 12          | Kanada   | Morris Lukowich | LW            | Winnipeg Jets       |
| 14          | Kanada   | Blair MacDonald | RW            | Edmonton Oilers     |
| 16          | Schweden | Kent Nilsson    | C             | Atlanta Flames      |
| 18          | Kanada   | Rick MacLeish   | C             | Philadelphia Flyers |
| 19          | Kanada   | Bryan Trottier  | C             | New York Islanders  |
| 22          | Kanada   | Mike Bossy      | RW            | New York Islanders  |
| 24          | Kanada   | Bernie Federko  | C             | St. Louis Blues     |
| 26          | Kanada   | Brian Propp     | LW            | Philadelphia Flyers |
| 27          | Kanada   | Reggie Leach    | RW            | Philadelphia Flyers |
| 77          | Kanada   | Phil Esposito   | C             | New York Rangers    |
| 99          | Kanada   | Wayne Gretzky   | C             | Edmonton Oilers     |

## Spielverlauf

### Wales Conference All-Stars 6 – 3 Campbell Conference All-Stars
All Star Game MVP: Reggie Leach (1 Tor, 1 Assist)
| Team       | Zeit  | Stand | Torschütze      | Vorlagengeber  | Vorlagengeber     |
| 1. Drittel |       |       |                 |                |                   |
|            | 3:58  | 1–0   | Larry Robinson  |                |                   |
|            | 4:19  | 2–0   | Steve Payne     | Mike Murphy    | Butch Goring      |
|            | 8:02  | 2–1   | Reggie Leach    | Mike McEwen    |                   |
| 2. Drittel |       |       |                 |                |                   |
|            | 26:03 | 2–2   | Kent Nilsson    | Bernie Federko | Rick MacLeish     |
| 3. Drittel |       |       |                 |                |                   |
|            | 44:14 | 2–3   | Brian Propp     | Phil Esposito  | Reggie Leach      |
|            | 51:40 | 3–3   | Ron Stackhouse  | Darryl Sittler | Guy Lafleur       |
|            | 52:40 | 4–3   | Craig Hartsburg | Réal Cloutier  | Jean Ratelle      |
|            | 53:12 | 5–3   | Reed Larson     | Steve Payne    | Gilbert Perreault |
|            | 56:06 | 6–3   | Réal Cloutier   | Gordie Howe    |                   |

Schiedsrichter: Dave Newell

Linienrichter: John D’Amico, Ray Scapinello

Zuschauer: 21.002